# Kristen Stewart
Kristen Jaymes Stewart (Los Angeles, 9. travnja 1990.) američka je filmska glumica. Poznata je po ulogama u Soba panike, Zathuri, In The Land of Women, Glasnici zla i Sumraku.

## Životopis
Kristen Stewart je rođena u Los Angelesu, gdje trenutačno živi sa svojom obitelji. Potječe iz obitelji koja je oduvijek u glumačkom poslu, stoga nije čudno što je i sama veoma brzo stala pred televizijske i filmske kamere. Njezin otac John Stewart je redatelj i televizijski producent, koji radi za Fox, a majka, Jules Mann-Stewart, scenaristica je porijeklom iz Australije. Kristen ima trojicu braće, gitarista Camerona Stewarta, biološkog brata, te Dane-a i Taylora, posvojenu braću.
Karijeru je započela kad joj je bilo samo osam godina. Jedan ju je glumački agent zapazio kako glumi u školskoj predstavi, na osnovu čega je dobila malu ulogu u Disneyevu projektu "Trinaesta godina". Veći je dio djetinjstva provela pojavljujući se u filmovima kao kćer glavnog junaka, a filmski su joj roditelji bili neke od najvećih glumačkih zvijezda, poput Jodie Foster, Dennisa Quaida ili Sharon Stone. Završivši sedmi razred osnovne škole, školovanje je nastavila u dopisnoj školi, jer joj je glumačka karijera oduzimala sve više vremena.
Kristenina prva važnija uloga bila je u filmu Soba panike uz slavnu Jodie Foster. Za tu je ulogu dobila odlične kritike pa su ubrzo zaredali i novi poslovi u filmovima poput Đavolje ždrijelo, Misija bez dozvole, Iza vanjštine i drugima. Posebne je pohvale zavrijedila za film Speak, u kojem je - tada je imala 13 godina - fantastično interpretirala silovanu djevojčicu koja nakon tragedije prestaje govoriti.
Iako se poslije pojavila u desetak hollywoodskih ostvarenja, tek je potkraj 2007. godine dobila priliku da iskusi što znači biti zvijezda. Tada je, naime, od redateljice Catherine Hardwicke primila poziv da odigra ulogu Belle Swan u filmu Sumrak, prema istoimenom književnom predlošku Stephenie Meyer. Iako su se producenti nadali uspjehu, euforija koja je zavladala pošto je film stigao u kina nadmašila je sva očekivanja.
Kristen je donedavno bila bliska prijateljica s glumicom Nikki Reed.

## Privatni život
O njenom privatnom životu se ne zna mnogo, ali zna se da je od 13 godine školovana kod kuće. U intervjuu s Vanity Fair-om 2008. godine, izjavila je da je u vezi s glumcem Michaelom Angaranom, s kojim je glumila u filmu Speak. Trogodišnju vezu prekida u travnju 2009. Bila je u vezi s Robertom Pattinsonom nakon snimanja Sumrak sage. Trenutačno je zaručena za Dylan Meyer, scenaristicom i glumicom.

## Filmografija
| Godina | Film                        | Uloga           | Bilješka              |
| ------ | --------------------------- | --------------- | --------------------- |
| 2001.  | The Safety of Object        | Sam Jennings    | U ograničenom izdanju |
| 2002.  | Soba panike                 | Sarah Altman    |                       |
| 2003.  | Đavolje ždrijelo            | Kristen Tilson  |                       |
| 2004.  | Speak                       | Melinda Sordino | Nezavisni film        |
| 2004.  | Misija bez dozvole          | Maddy           |                       |
| 2004.  | Iza vanjštine               | Lila            | U odraničenom izdanju |
| 2005.  | Nemilosrdni ljudi           | Maya Osbourne   | U ograničenom izdanju |
| 2005.  | Zathura                     | Lisa            |                       |
| 2007.  | Glasnici zla                | Jess Solomon    |                       |
| 2007.  | U zemlji žena               | Lucy Hardwicke  |                       |
| 2007.  | The Cake Eaters             | Georgia         | Nezavisni film        |
| 2007.  | U divljini                  | Tracy Tatro     |                       |
| 2007.  | Cutlass                     | Young Robin     | Kratki film           |
| 2008.  | Jumper                      | Sophie          |                       |
| 2008.  | The Yellow Handkerchief     | Martine         |                       |
| 2008.  | Pikantne hollywoodske priče | Zoe             |                       |
| 2008.  | Sumrak                      | Bella Swan      | Glavna uloga          |
| 2009.  | Adventureland               | Em              |                       |
| 2009.  | Welcome to the Rileys       | Mallory         |                       |
| 2009.  | Mladi mjesec                | Bella Swan      |                       |
| 2009.  | K-11                        | Butterfly       |                       |
| 2010.  | The Runaways                | Joan Jett       |                       |
| 2010.  | Pomrčina                    | Bella Swan      |                       |

## Vanjske poveznice
- Kristen Stewart u internetskoj bazi filmova IMDb-u (engl.)